# Shriek If You Know What I Did Last Friday the Thirteenth
Shriek If You Know What I Did Last Friday the Thirteenth (no Brasil: Histeria) é um filme estadunidense de 2000, dirigido por John Blanchard, que parodia os filmes Scream, Friday the 13th e I Know What You Did Last Summer.

## Sinopse
Em todo filme de terror, tem um telefone prestes a tocar... uma vítima esperando para gritar... um assassino pronto para atacar. E o único modo de sobreviver a isso, é ficar sempre um passo na frente do assassino... mesmo que o assassino seja um tremendo trapalhão! Agora, nossa sexy repórter, se uniu a um policial meio abobalhado para perseguir um assassino que está tentando matar os alunos mais populares da escola.

## Personagens
- Barbara Primesuspekt: Ela é o estereótipo loira que aparentemente tem pouca conexão com a vida real. Sua beleza e ideal de espírito livre que a levou a ter uma grande variedades de doenças sexualmente transmissíveis. Interpretada por Julie Benz.
- Dawson Deary: O mocinho e o herói. Seu nome é uma referência ao Dawson Leery, o personagem principal na série de televisão Dawson's Creek. Seus pais foram cortados em pedaços, enquanto ele estava no acampamento. Interpretado por Harley Cross.
- Martina Martinez: Ela é a garota punk que parece Maria DeLuca (também interpretada por Delfino) de Roswell. Enquanto o filme sugere que ela é uma lésbica, ela acaba por ser uma bruxa. Interpretado por Majandra Delfino.
- Slab O'Beef: Ele é o burro da escola, analfabeto jock e é viciado em esteróides. Interpretado por Simon Rex e dublado por Alfredo Rollo.
- Bonner "Boner": O sujeito neurótico que está constantemente tentando perder sua virgindade. Ele sofre de ataque cardíaco. As pessoas sempre o chamam de Boner. Interpretado por Danny Strong.
- Principal ou O Administrador-Escolar-Conhecido-Como-Diretor: Ele é uma referência ao artista Prince. Ele tinha relações sexuais com uma boneca de plástico. Interpretado por Coolio e dublado por Sergio Corcetti.
- Screw Frombehind:  Ela é uma estudante muito popular. Ela é a primeira a ser morta, a morrer nos primeiros 4 minutos do filme. Interpretada por Aimee Graham.
- Hagitha 'Hag' Utslay: Hagitha é uma apresentadora de televisão em "EmpTV" e escreveu o livro "Dawson é um assassino", que injustamente Dawson descreve como matar crianças em seu acampamento na forma de uma janela pop-up book. Interpretada por Tiffani Thiessen e dublada por Letícia Quinto.
- Harding: "Primo-irmão gêmeo maligno de Doughy". Ele foi revelado para ser o assassino. Ele desenhou um bigode no rosto para se disfarçar de Doughy. Interpretado por Tom Arnold e dublado por Armando Tiraboschi.
- Nurse Kevorkian: Ela é a "Escola Enfermeira/Funeral Director" e gosta de distribuir mala de tamanho "Sexo Seguro" kits. Ela conta longas histórias sobre sua própria história sexual, que tem sido descrito como um "sujos, imundos casos no banheiro de um terminal de autocarros compartilhado por dois adultos com consentimento anónimo em uma escala em Detroit e nunca ninguém precisa saber. Interpretada por Shirley Jones.
- Mrs. Tingle: Uma professora substituta que oferece palestras combinando o Holocausto com Frankenstein. A classe inteira parece odiá-la tanto que todos tentam matá-la. O nome é claramente uma paródia direta do professor titular no filme Teaching Mrs. Tingle. Interpretada por Rose Marie.
- Mr. Lowelle: O professor de educação sexual que se recusa a ensinar a Batistas do Sul. Interpretado por David Herman.

## Música
- It's A Scream - Redd Kross
- Two Love - F.o.N
- Last Summer - F.o.N
- Those Kids - The Beatifics
- Bobbin - F.o.N

## Recepção
O filme recebeu notas severamente negativas. O site especializado em críticas Rotten Tomatoes teve uma aprovação cerca de 14% entre 7 críticas (6 negativas e 1 positiva). Larry Getlen de FilmCritic.com de uma nota de 1½ estrelas de 5, dizendo que o filme "derrapou por não ter uma história fixa ou personagens criativos", e também disse que "sexo infantil e piadas de duplo sentido são entediantes".